# Aleochara taeniata
Aleochara taeniata är en skalbaggsart som beskrevs av Wilhelm Ferdinand Erichson 1839. Aleochara taeniata ingår i släktet Aleochara och familjen kortvingar. Inga underarter finns listade i Catalogue of Life.